# Вернёй, Морис Пийар
Морис Пийар Вернёй (фр. Maurice Pillard Verneuil; 29 апреля 1869 — 21 сентября 1942) — французский художник и декоратор, один из ярчайших художников эпохи модерна и ар-деко.

## Биография
Родился в Сен-Кантене, Франция. Морис Вернёй научился своему ремеслу у швейцарского дизайнера Эжена Грассе. Впоследствии стал известным художником и дизайнером. Вдохновлялся японским искусством и природой, особенно морем. Также известен своим вкладом в движение ар-деко и, в частности, использованием смелых цветочных узоров в керамической плитке, обоях и мебельном текстиле.
Вернёй также создал множество плакатных работ во Франции вместе с такими известными художниками, как Тулуз-Лотрек и Шере. Среди других соавторов были Арман Пуэн, Рене Жюст, Альфонс Муха и Матюрен Мею.
После Первой мировой войны он переехал в Женеву, а затем, с 1921 года, в Риваз, где до самой смерти жил со своей третьей женой Аделаидой Вернёй де Марваль, художницей и фотомоделью, которую он использовал для своего портфолио «Образы единственной женщины» в 1930-е годы.
Обучал многих художников, в том числе Амеде Озанфана. В 1923 году  вместе с женой совершил длительное путешествие на Дальний Восток, включая посещение Камбоджи, Индонезии и Японии.

## Работы

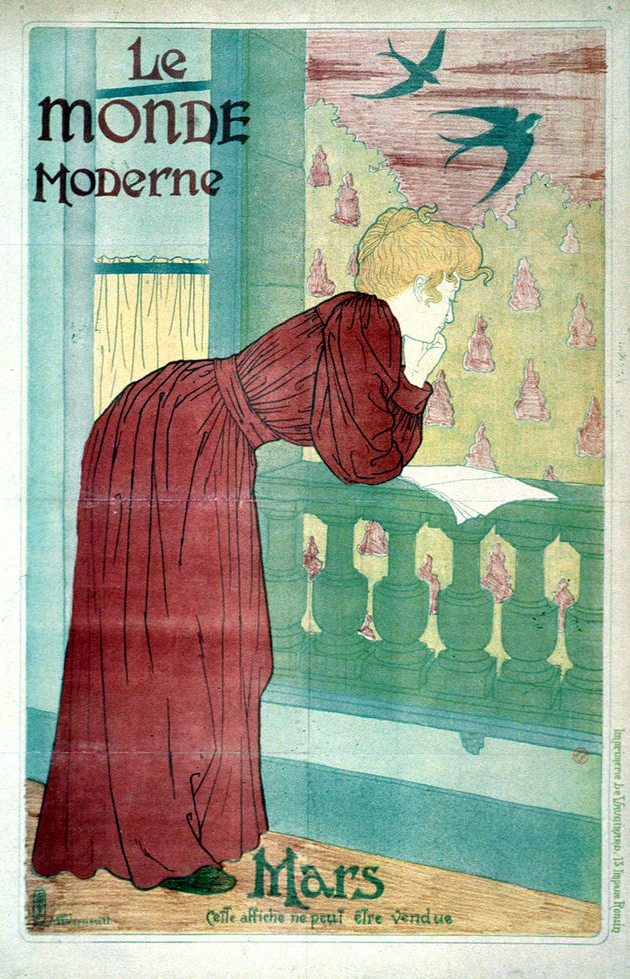
Le Monde moderne, март
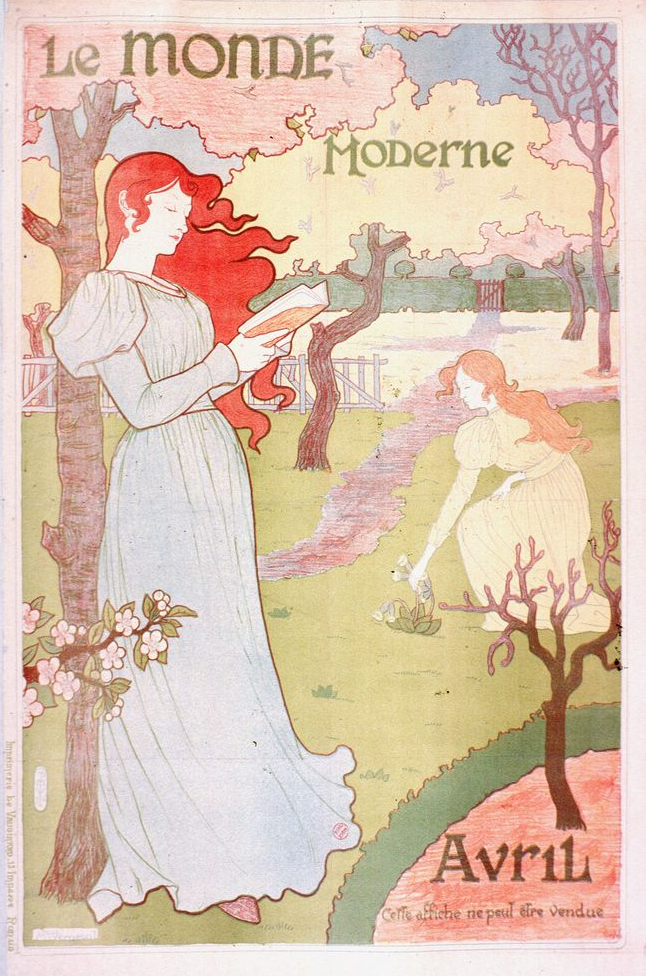
Le Monde moderne, апрель
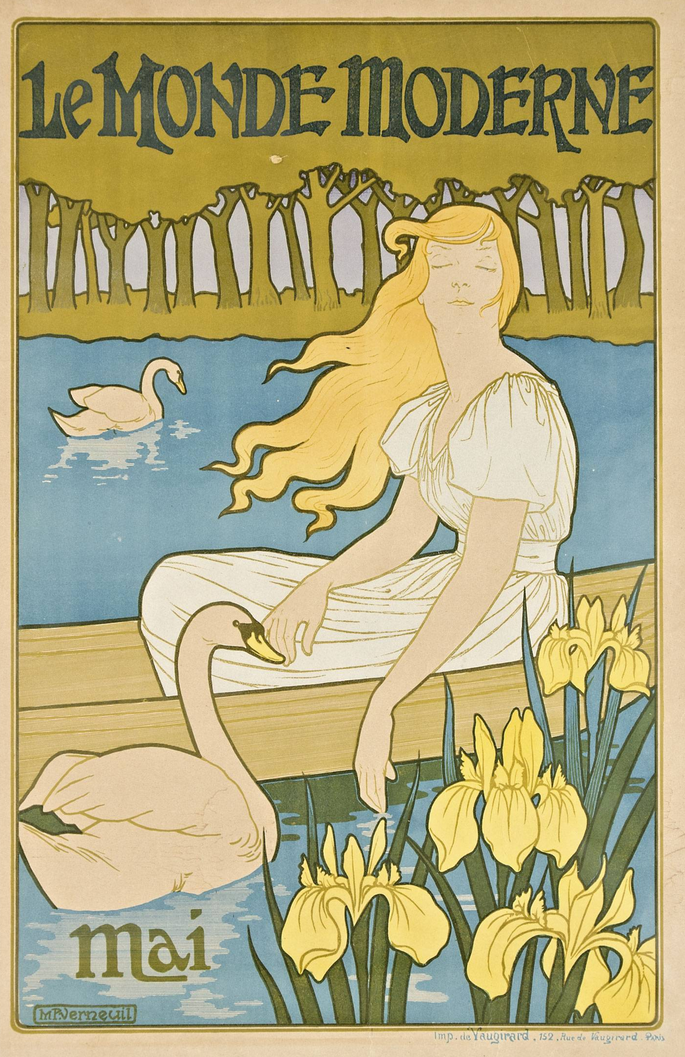
Le Monde moderne, май